# Smocza Grań

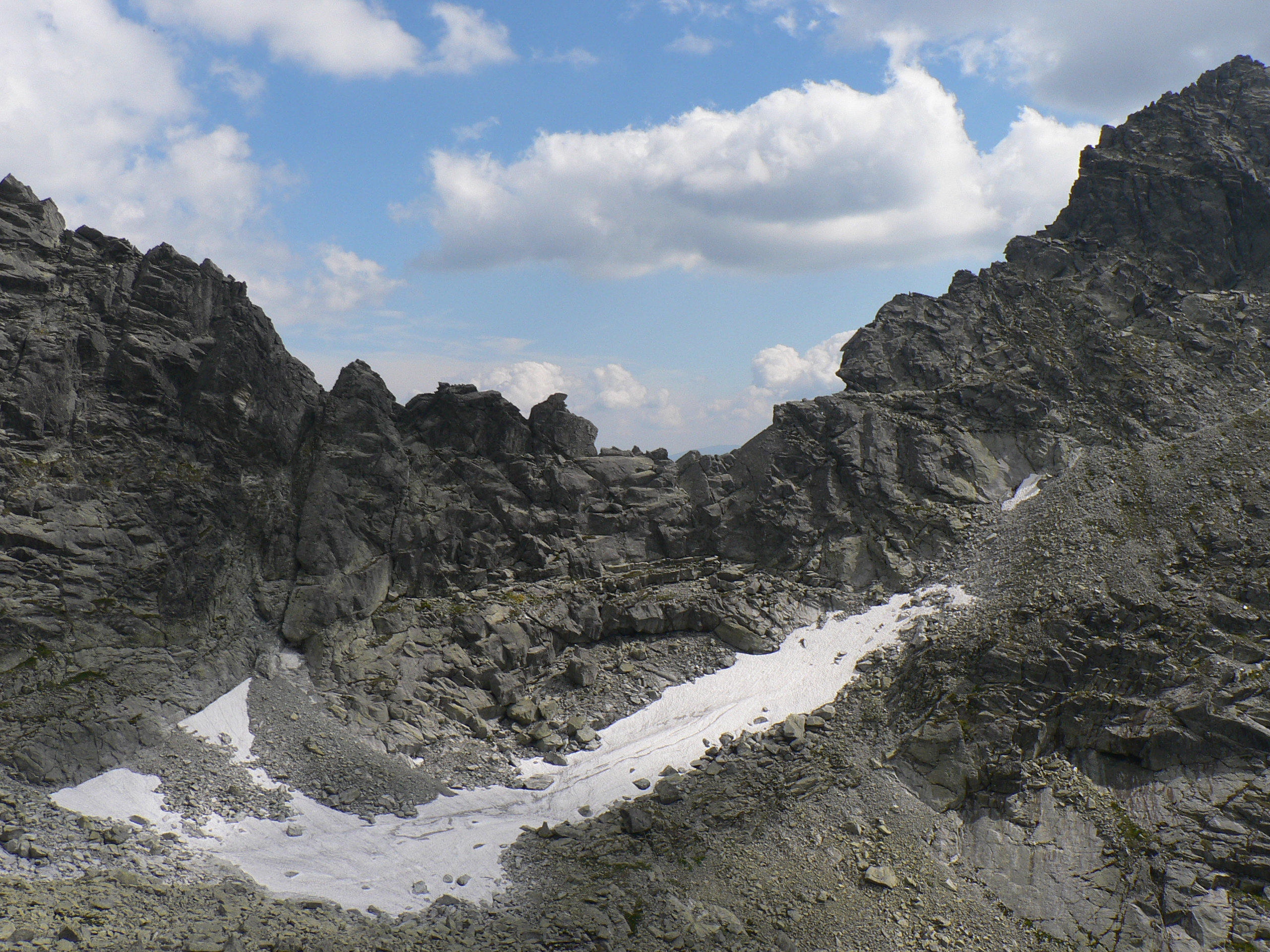
Trzy zęby Smoczej Grani widoczne między Smoczą Przełączką po lewej a Przełączką pod Popradzką Kopą po prawej

Smocza Grań (słow. Dračie pazúry, Dračie pazúriky, niem. Drachenzähne, węg. Sárkány-fogak) – odcinek południowo-zachodniej grani Ciężkiego Szczytu położony między Smoczą Przełączką a Przełączką pod Kopą Popradzką w słowackich Tatrach Wysokich. Jest złożona z trzech dość dużych zębów skalnych. Grań ta oddziela od siebie dwie odnogi Doliny Mięguszowieckiej; od południowego wschodu Dolinkę Smoczą, a od północnego zachodu Kotlinkę pod Wagą, naprzeciw schroniska pod Rysami. Nazwa pochodzi od Smoczego Stawu. Przedłużeniem Smoczej Grani w południowym kierunku jest grań Kopy Popradzkiej, a dalej – Popradzka Grań. W Smoczej Grani wyróżnia się kolejno:
- Smocza Przełączka (Dračia bránka) ~2280 m,
- Wielki Smoczy Ząb (Veľký pazúrik),
- Zadni Smoczy Karb (Zadná štrbina Pazúrikov),
- Środkowy Smoczy Ząb (Prostredný pazúrik),
- Skrajny Smoczy Karb (Predná štrbina Pazúrikov),
- Mały Smoczy Ząb (Malý pazúrik).

Polskie nazwy Smoczych Zębów i Karbów w Smoczej Grani podaje jedynie internetowy Czterojęzyczny słownik nazw geograficznych – nie występują one w innych publikacjach omawiających tę grań. Inne Smocze Zęby (Wielki i Mały) oraz Karby (Wyżni, Pośredni i Niżni) znajdują się w południowo-wschodniej grani Wysokiej – tam nazwy turni są ugruntowane, występują m.in. w przewodniku Witolda Henryka Paryskiego, natomiast nazwy polskie przełączek również są propozycją autorów internetowego słownika. Słowackie nazewnictwo obiektów w Smoczej Grani pochodzi z przewodnika Vysoké Tatry Arno Puškáša. Do czasu wydania bardziej szczegółowych publikacji należy obiekty w Smoczej Grani uznać zatem za posiadające jedynie słowackie nazwy.
Pierwsze przejście: Janusz Żuławski i Jerzy Żuławski, 28 sierpnia 1909 r.